# Борухівські озерця
Бору́хівські озе́рця — гідрологічна пам'ятка природи місцевого значення в Україні. Розташована в межах Чортківського району Тернопільської області, на хуторі Борухи, що на північ від села Озеряни, з правого боку від автошляху Тернопіль—Борщів. 
Площа — 5 га. Оголошені об'єктом природно-заповідного фонду рішенням виконкому Тернопільської обласної ради від 26 грудня 1976 року № 637. Перебуває у віданні місцевого господарства «Озерянське». 
Під охороною — природні озерця карстового походження, що мають науково-пізнавальну цінність. 
У 2010 році Борухівські озерця увійшли до складу заказника місцевого значення «Озерянський».